# Eupithecia harenosa
Eupithecia harenosa är en fjärilsart som beskrevs av Brandt 1938. Eupithecia harenosa ingår i släktet Eupithecia och familjen mätare. Inga underarter finns listade i Catalogue of Life.